# ويليام رايلي (لاعب كريكت)
ويليام رايلي (24 نوفمبر 1892 في المملكة المتحدة - 20 نوفمبر 1955 في المملكة المتحدة) (بالإنجليزية: William Riley)‏ هو لاعب كريكت بريطاني (وحمل سابقاً جنسية المملكة المتحدة لبريطانيا العظمى وأيرلندا).

## وصلات خارجية
- ويليام رايلي (لاعب كريكت) على موقع إي آس بي آن كريك إنفو (الإنجليزية)